# OLPC XO-1

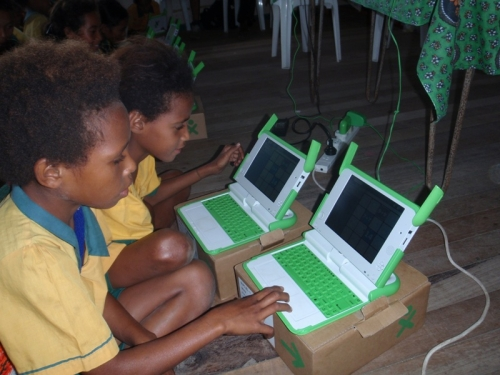
Niños usando modelos de XO del plan Una computadora por niño.

La XO-1, anteriormente conocida como «la computadora de 100 dólares», «la máquina de los niños», 2B1 o informalmente Ceibalita, o a modo de contracción XO, es una computadora subportátil prevista para su distribución alrededor del mundo, para facilitar el acceso al conocimiento y oportunidades de «explorar, experimentar y expresarse» (según el espíritu del construccionismo) a niños y jóvenes estudiantes.
Este ordenador portátil ha sido desarrollado por el proyecto Una computadora por niño o OLPC (del inglés One Laptop Per Child) y fabricado por Quanta Computer. 
El computador recibe diferentes nombres que derivan del número de serie, un ejemplo es Perú en el que criollamente se le conoce como XO. En Uruguay, la computadora recibe popularmente el nombre de Ceibalita, en referencia al Plan Ceibal que la distribuyó a todos los estudiantes, profesores, maestros de escuela pública, algunas privadas y liceos, de forma gratuita. En 2013 se entregó la Ceibalita un millón. Se pueden descargar para cualquier Ceibalita libros interactivos de forma gratuita.